# Slovenien i Eurovision Song Contest 2012
Slovenien deltog i Eurovision Song Contest 2012 i Baku i Azerbajdzjan. Landet valde bidrag den 26 februari 2012. Sloveniens uttagning bestod av två delar, Misija Evrovizija och EMA.

## Misija Evrovizija
Auditions för programserien hölls i fem dagar på fem olika platser i Slovenien. Mellan den 26 augusti och den 30 augusti 2011 pågick dem i Celje, Novo Mesto, Koper, Maribor och den sista dagen huvudstaden Ljubljana. I början av september avslöjades det att programmets jury skulle bestå av Darja Švajger, Jonas Znidarsic, Raay och Tina Marinšek. Från de auditions som genomförts i augusti valdes 32 ut till att delta i Misija Evrovizija. De bestod av 3 grupper, 1 duett, 11 manliga sångare och 17 kvinnliga sångerskor. Programledarna var Klemen Slakonja och Sloveniens senaste deltagare i Eurovision Song Contest 2011, Maja Keuc. Den första omgången bestod av fyra program där åtta artister deltog i varje. Artisterna framförde en cover på en låt under programmet. De två som fick flest telefonröster gick vidare, samt ytterligare två som valts av juryn. De 16 som gick vidare från de första fyra programmen gick vidare till den andra omgången där de delades in i två nya avsnitt med åtta artister i varje. Samma system som användes i den första omgången för att gå vidare i tävlingen användes även i den andra. De åtta som gick vidare från den andra omgången fortsatte till den tredje omgången där en artist nu försvann efter varje avsnitt. De två artister som blev kvar till sist i den tredje omgången vann Misija Evrovizija och fick tävla i EMA om biljetten till Baku.

### Omgång 1

#### Avsnitt 1
Det första avsnittet hölls den 2 oktober. Programmet inleddes med att Klemen Slakonja sjöng en del av Sloveniens senaste ESC bidrag "No One", följt av att Maja Keuc sjöng en del av den slovenska versionen av samma låt med titeln "Vanilija". Bandet A Friend In London som representerade Danmark i Eurovision Song Contest 2011 var gästartister. De gjorde en intervju och framförde både sitt ESC bidrag "New Tomorrow" samt sin nya singel "Calling a friend". De fyra som gick vidare från detta avsnitt var Klemen Orter, Nadja Irgolic, Aljosa och Brina Vidic.
| [ 12 ] | Artist           | Framförd sång                | Originalartist | Resultat |
| ------ | ---------------- | ---------------------------- | -------------- | -------- |
| 1      | Janja Kobale     | "Rolling in th Deep"         | Adele          | Utslagen |
| 2      | Sylvo            | "Tainted Love"               | Soft Cell      | Utslagen |
| 3      | Klemen Orter     | "Somewhere Over the Rainbow" | Judy Garland   | Vidare   |
| 4      | Tamara Goričanec | "Ključ do srca"              | Anja Rupel     | Utslagen |
| 5      | Biba & Bibitas   | "Moon River"                 | Audrey Hepburn | Utslagen |
| 6      | Nadja Irgolič    | "The Climb"                  | Miley Cyrus    | Vidare   |
| 7      | Aljoša Keber     | "Grenade"                    | Bruno Mars     | Vidare   |
| 8      | Brina Vidic      | "You Know I'm No Good"       | Amy Winehouse  | Vidare   |

#### Avsnitt 2
Det andra avsnittet hölls den 9 oktober. De fyra som gick vidare från detta avsnitt var Flora Ema Lotric, Nastja Gabor, Eva Boto och Gasper Rifelj.
| [ 15 ] | Artist            | Framförd sång         | Originalartist   | Resultat |
| ------ | ----------------- | --------------------- | ---------------- | -------- |
| 1      | Gašper Rifelj     | "Bed of Roses"        | Bon Jovi         | Vidare   |
| 2      | Flora Ema Lotrič  | "Stuck"               | Caro Emerald     | Vidare   |
| 3      | Ž-Lajf            | "Sex Bomb"            | Tom Jones        | Utslagen |
| 4      | Leaparfume        | "Hvala za vijolice"   | Bilbi            | Utslagen |
| 5      | Nastja Gabor      | "Molitva"             | Marija Šerifović | Vidare   |
| 6      | Sara Špelec       | "The Show Must Go On" | Queen            | Utslagen |
| 7      | Domonik Vodopivec | "Plan B"              | Anžej Dežan      | Utslagen |
| 8      | Eva Boto          | "Because of You"      | Kelly Clarkson   | Vidare   |

#### Avsnitt 3
Det tredje avsnittet hölls den 16 oktober. De fyra som gick vidare från detta avsnitt var Nika & Eva Prusnik, Sarah Senica, Nika Zorjan och Manuela Brecko.
|   | Artist             | Framförd sång            | Originalartist | Resultat |
| - | ------------------ | ------------------------ | -------------- | -------- |
| 1 | Manuela Brečko     | "Something in the Water" | Brooke Fraser  | Vidare   |
| 2 | Alex Volasko       | "Stop"                   | Omar Naber     | Utslagen |
| 3 | Adrijana Lorber    | "Price Tag"              | Jessie J       | Utslagen |
| 4 | Nina Bauman        | "Superwoman"             | Alicia Keys    | Utslagen |
| 5 | Sarah Senica       | "Veter z Juga"           | Tinkara Kovač  | Vidare   |
| 6 | Nika & Eva Prusnik | "Je Veux"                | Zaz            | Vidare   |
| 7 | Klemen Mramor      | "Use Somebody"           | Kings of Leon  | Utslagen |
| 8 | Nika Zorjan        | "Listen"                 | Beyonce        | Vidare   |

#### Avsnitt 4
Det fjärde avsnittet hölls den 23 oktober. De fyra som gick vidare från detta avsnitt var Maja Zaloznik, Sara Jagric, David Matici och Barbara Vauda.
|   | Artist         | Framförd sång                 | Originalartist     | Resultat |
| - | -------------- | ----------------------------- | ------------------ | -------- |
| 1 | Maja Založnik  | "Love You I Do"               | Jennifer Hudson    | Vidare   |
| 2 | Alino Juhart   | "Valerie"                     | The Zutons         | Utslagen |
| 3 | Tanja Srednik  | "Blues in the Night"          | Blues in the Night | Utslagen |
| 4 | Me 4           | "Mercy"                       | Duffy              | Utslagen |
| 5 | Barbara Vauda  | "Saving All My Love"          | Whitney Houston    | Vidare   |
| 6 | David Matiči   | "Let Me Entertain You"        | Robbie Williams    | Vidare   |
| 7 | Maks Verderber | "Somewhere There's a Someone" | Dean Martin        | Utslagen |
| 8 | Sara Jagrič    | "Hallelujah"                  | Leonard Cohen      | Vidare   |

### Omgång 2

#### Avsnitt 5
Det femte avsnittet hölls den 30 oktober. Gästartist i det här programmet var Nina Radojčić som representerat Serbien i Eurovision Song Contest 2011. De fyra som gick vidare från detta avsnitt var Flora Ema Lotric, Nika & Eva Prusnik, Gasper Rifelj och Eva Boto.
| [ 9 ] | Artist             | Framförd sång         | Originalartist     | Resultat |
| ----- | ------------------ | --------------------- | ------------------ | -------- |
| 1     | Aljoša Keber       | "Born This Way"       | Lady Gaga          | Utslagen |
| 2     | Maja Založnik      | "V Meni Je Moč"       | Alenka Godec       | Utslagen |
| 3     | Sarah Senica       | "Can I Walk With You" | Jessica Simpson    | Utslagen |
| 4     | Gašper Rifelj      | "Insieme: 1992"       | Toto Cutugno       | Vidare   |
| 5     | Eva Boto           | "Hero"                | Mariah Carrey      | Vidare   |
| 6     | Flora Ema Lotrič   | "A Night like This"   | Caro Emerald       | Vidare   |
| 7     | Barbara Vauda      | "California King Bed" | Rihanna            | Utslagen |
| 8     | Nika & Eva Prusnik | "Satellite"           | Lena Meyer-Landrut | Vidare   |

#### Avsnitt 6
Det sjätte avsnittet hölls den 6 november. De fyra som gick vidare från detta avsnitt var Nadja Irgolic, Brina Vidic, Manuela Brecko och Nika Zorjan.
|   | Artist         | Framförd sång          | Originalartist          | Resultat |
| - | -------------- | ---------------------- | ----------------------- | -------- |
| 1 | Brina Vidic    | "I'm Like a Bird"      | Nelly Furtado           | Vidare   |
| 2 | Manuela Brečko | "Fuckin' Perfect"      | Pink                    | Vidare   |
| 3 | Klemen Orter   | "Empire State of Mind" | Jay-Z feat. Alicia Keys | Utslagen |
| 4 | Sara Jagrič    | "There You'll Be"      | Faith Hill              | Utslagen |
| 5 | Nastja Gabor   | "It's Raining Men"     | Geri Halliwell          | Utslagen |
| 6 | David Matići   | "Moja"                 | Toše Proeski            | Utslagen |
| 7 | Nadja Irgolič  | "This Is Me"           | Demi Lovato             | Vidare   |
| 8 | Nika Zorjan    | "My Heart Will Go On"  | Céline Dion             | Vidare   |

### Omgång 3

#### Avsnitt 7
Det sjunde avsnittet hölls den 13 november. Den som blev utslagen ur tävlingen var Gasper Rifelj.
|   | Artist             | Framförd sång                           | Originalartist    | Resultat  |
| - | ------------------ | --------------------------------------- | ----------------- | --------- |
| 1 | Manuela Brečko     | "Like a Prayer"                         | Madonna           | Säker     |
| 2 | Flora Ema Lotrič   | "Think Twice"                           | Céline Dion       | Näst sist |
| 3 | Gašper Rifelj      | "All I Wanna Do Is Make Love To You"    | Heart             | Utslagen  |
| 4 | Nika & Eva Prusnik | "Gangsta's Paradise"                    | Coolio feat. L.V. | Säker     |
| 5 | Nika Zorjan        | "Would I Like To You?"                  | Charles & Eddie   | Säker     |
| 6 | Nadja Irgolič      | "Ironic"                                | Alanis Morissette | Säker     |
| 7 | Brina Vidic        | "The Most Beautiful Girls In The World" | Prince            | Säker     |
| 8 | Eva Boto           | "Any Man of Mine"                       | Shania Twain      | Säker     |

#### Avsnitt 8
Det åttonde avsnittet hölls den 20 november. Den som blev utslagen ur tävlingen var Nadja Irgolic.
|   | Artist             | Framförd sång       | Originalartist          | Resultat  |
| - | ------------------ | ------------------- | ----------------------- | --------- |
| 1 | Nika Zorjan        | "Ladadidej"         | April                   | Säker     |
| 2 | Flora Ema Lotrič   | "Malo tu, malo tam" | Neisha                  | Säker     |
| 3 | Nadja Irgolič      | "Alya"              | Alya                    | Utslagen  |
| 4 | Brina Vidic        | "Moje luči"         | Tabu                    | Näst sist |
| 5 | Eva Boto           | "Prisluhni mi"      | Darja Svajger           | Säker     |
| 6 | Manuela Brečko     | "Dež"               | Nina Pušlar             | Säker     |
| 7 | Nika & Eva Prusnik | "Samo malo"         | Magnifico & Turbolentza | Säker     |

#### Avsnitt 9
Det nionde avsnittet hölls den 27 november. Den som blev utslagen ur tävlingen var Brina Vidic. Av de fem som gick vidare till nästa avsnitt valdes fyra ut av juryn och Flora Ema Lotric av telefonröstningen.
|   | Artist             | Framförd sång          | Originalartist                              | Resultat  |
| - | ------------------ | ---------------------- | ------------------------------------------- | --------- |
| 1 | Flora Ema Lotrič   | "Don't Stop The Music" | Rihanna                                     | Näst sist |
| 2 | Eva Boto           | "Hush Hush"            | The Pussycat Dolls feat. Nicole Scherzinger | Säker     |
| 3 | Brina Vidic        | "Hung Up"              | Madonna                                     | Utslagen  |
| 4 | Nika & Eva Prusnik | "TiK ToK"              | Kesha                                       | Säker     |
| 5 | Nika Zorjan        | "Bad Romance"          | Lady Gaga                                   | Säker     |
| 6 | Manuela Brečko     | "One Love"             | David Guetta feat. Estelle                  | Säker     |

#### Avsnitt 10
Det tionde avsnittet hölls den 11 december. Den som blev utslagen ur tävlingen var Flora Ema Lotric. Av de fyra som gick vidare till nästa avsnitt valdes tre ut av juryn och Nika Zorjan av telefonröstningen.
|   | Artist             | Framförd sång          | Originalartist | Resultat  |
| - | ------------------ | ---------------------- | -------------- | --------- |
| 1 | Flora Ema Lotrič   | "I Love Rock 'n' Roll" | Britney Spears | Utslagen  |
| 2 | Manuela Brečko     | "It's My Life"         | No Doubt       | Säker     |
| 3 | Eva Boto           | "Whataya Want from Me" | Adam Lambert   | Säker     |
| 4 | Nika Zorjan        | "Sweet Child o' Mine"  | Guns N' Roses  | Näst sist |
| 5 | Eva & Nika Prusnik | "It's My Life"         | Bon Jovi       | Säker     |

#### Avsnitt 11
Det elfte avsnittet hölls den 18 december. I detta avsnitt framförde de fyra artisterna två låtar var. Den som blev utslagen ur tävlingen var Manuela Brecko. Av de tre som gick vidare till nästa avsnitt valdes två ut av telefonröstningen och Nika & Eva Prusnik av juryn.
|   | Artist             | Framförd sång                                 | Originalartist              | Resultat  |
| - | ------------------ | --------------------------------------------- | --------------------------- | --------- |
| 1 | Nika Zorjan        | "My Life Would Suck Without You" "Unfaithful" | Kelly Clarkson Rihanna      | Säker     |
| 2 | Eva & Nika Prusnik | "Bubbly" "Forget You"                         | Colbie Caillat Cee Lo Green | Näst sist |
| 3 | Manuela Brečko     | "Hey, Soul Sister" "Someone Like You"         | Train Adele                 | Utslagen  |
| 4 | Eva Boto           | "Use Somebody" "Flashdance... What a Feeling" | Kings of Leon Irene Cara    | Säker     |

#### Avsnitt 12
Det tolfte avsnittet, finalen av Misija Evrovizija, hölls den 8 januari. I detta avsnitt framförde de tre artisterna två låtar var. Den andra låten de framförde var en tidigare ESC låt. I programmet återkom de fem artister som tidigare åkt ur den tredje omgången och sjöng flera ESC låtar. Även den slovenska artisten Nina Puslar framträdde. Den som blev utslagen ur tävlingen var Nika Zorjan och därmed gick Nika & Eva Prusnik vidare till EMA 2012.
|   | Artist             | Framförd sång                     | Originalartist                  | Resultat |
| - | ------------------ | --------------------------------- | ------------------------------- | -------- |
| 1 | Nika Zorjan        | "Listen" "Ne partez pas sans moi" | Beyonce Céline Dion             | Utslagen |
| 2 | Nika & Eva Prusnik | "Samo malo" "Wild Dances"         | Magnifico & Turbolentza Ruslana | Säker    |
| 3 | Eva Boto           | "Because of You" "Running Scared" | Kelly Clarkson Eldar & Nigar    | Säker    |

## EMA
De två artister som valdes i Misija Evrovizija, Nika & Eva Prusnik och Eva Boto, kom att göra upp i EMA om vem som fick representera Slovenien i Eurovision Song Contest 2012.
Den 10 februari meddelade RTV Slovenija att det skulle stå mellan sex sånger i finalen vilket betydde att deltagarna skulle sjunga tre låtar var. Totalt hade 52 bidrag skickats in och tre av dessa hade valts ut av Darja Švajger, Mojca Menart och Aleksander Radic, medan de andra tre hade kommit från låtskrivare som RTV Slovenija redan bjudit in. Några av låtskrivarna hade skrivit låtar som deltagit i Eurovision tidigare, en av dem låg till och med bakom vinnarlåten "Molitva" från Eurovision Song Contest 2007. Låtskrivarna var inte bara från Slovenien utan även från Kroatien, Malta, Island och Danmark. Det meddelades att en presskonferens skulle hållas den 16 februari där titlarna till alla låtar skulle avslöjas samt deras låtskrivare. Dagen efter, den 17 februari, skulle låtarna för första gången släppas i sin helhet då de skulle spelas på radion. Den 16 februari släpptes dessutom små stycken av låtarna att lyssna på innan nästa dags presentation av dem. Den 17 februari kunde man för första gången höra de fulla versionerna av alla sex låtarna.

### Bidrag
- Eva Boto[33]
  - "Run" (Christina Schilling, Camilla Gottschlack, Henrik Szabo, Daniel Nillson, Soren Bundgaard, Gaber Radojevic)
  - "Verjamem" (Vladimir Graic, Igor Pirkovic)
  - "A si sanjal me" (Matjaz Vlasic, Ursa Vlasic, Bostjan Grabnar)

- Nika & Eva Prusnik[33]
  - "Konichiwa" (Bilbi, Gregor Stermecki, Teodor Amanovic-Tos)
  - "Love hurts" (Chiron Morpheus, Iztok Turk)
  - "Malo srece" (Magnifico, Barbara Pesut, Schatz!)

### Finalen
Finalen gick av stapeln den 26 februari och började klockan åtta på kvällen svensk tid. EMA hade samma värdar och jury som Misija Evrovizija. 50% jury och 50% telefonröster användes i den första omgången medan 100% telefonröster användes i superfinalen för att få fram den slutgiltiga vinnaren.
Programmet började med att värdarna Maja Keuc och Klemen Slakonja framförde en cover på förra årets vinnarbidrag från Düsseldorf, Running Scared av Eldar Qasımov och Nigar Dzjamal. Efter det introducerades de fyra jury medlemmarna. Klemen Slakonja sjöng en låt för att introducera Eva Boto som sedan framförde sin första låt, en ballad med titeln "Run". Juryn kommenterade sedan på det första bidraget. Efter det sjöng Slakonja en låt för att introducera Eva & Prusnik som sedan framförde sin första låt "Konichiwa". Juryn kommenterade därefter på det andra bidraget. Efter den första reklampausen visades ett inslag om Eva Boto. Sedan framförde hon sin andra låt "A si sanjal me", ett popnummer med flera bakgrunds dansare, följt av juryns kommentarer. Därefter visades inslaget om Eva & Nika Prusnik som sedan framförde sin andra låt "Malo srece" följt av juryns kommentarer. Efter den andra reklampausen visades ytterligare ett inslag med Eva Boto innan hon framförde sin tredje låt, hennes andra ballad "Verjamem". Efter att juryn kommenterat på Botos sista bidrag visades ytterligare ett inslag med Eva & Nika Prusnik följt av deras framträdande av deras sista låt "Love hurts", finalens enda rocknummer. Efter juryns kommentarer på kvällens sista bidrag förklarade Klemen Slakonja om röstningen och en snabbgenomgång av alla sex låtar visades. Flera av de artister som deltagit i Misija Evrovizija gjorde sedan framträdanden på följd av kända låtar och telefonröstningen stängdes under tiden. Efter en tredje reklampaus framförde den slovenska rapparen Zlatko sin låt "Nism zvezda" tillsammans med tre deltagare från Misija Evrovizija. 
En av varje artists tre bidrag tog sig vidare till den så kallade "superfinalen". Klemen Slakonja började med att läsa upp "Verjamem" som Eva Botos bidrag till superfinalen. Han läste sedan upp "Konichiwa" som Eva & Nikas bidrag.
|   | Artist             | Framförd sång    |
| - | ------------------ | ---------------- |
| 1 | Eva Boto           | "Run"            |
| 2 | Eva & Nika Prusnik | "Konichiwa"      |
| 3 | Eva Boto           | "A si sanjal me" |
| 4 | Eva & Nika Prusnik | "Malo srece"     |
| 5 | Eva Boto           | "Verjamem"       |
| 6 | Eva & Nika Prusnik | "Love hurts"     |

#### Superfinalen
Eva Boto var först med att framföra sitt bidrag "Verjamem" i superfinalen följt av juryns kommentarer. Efter det framförde kvällens gästartist Anggun sin låt "Echo (You and I)" som hon skulle representera Frankrike med i finalen den 26 maj. Efter det framförde Eva & Nika Prusnik sitt bidrag "Konichiwa" och fick sina kommentarer av juryn. Endast i superfinalen stannade artisterna på scenen när juryn gav sitt omdöme. Efter det öppnades telefonslussarna av Klemen Slakonja och en snabbrepris av de två bidragen visades. Under omröstningen framförde Nusa Derenda, Maja Keuc och Darja Svajger låten "Samo ljubezen", Sloveniens bidrag i Eurovision Song Contest 2002. Framträdandet följdes av ytterligare en snabbrepris innan nästa reklampaus. Programmet började med ytterligare en snabbrepris innan Emilija Kokić framförde sin låt "Rock Me" som hon vunnit med för Jugoslavien i Eurovision Song Contest 1989. Efter detta framförde Maja Keuc sin låt "No One" som hon representerat Slovenien med i Eurovision Song Contest 2011 i Düsseldorf. Efteråt visades ett klipp där Klemen Slakonja gjorde en parodi på låten "Do They Know It's Christmas?" av Band Aid som "Slovenia Will Win" av "One Man Band Aid". Klemen Slakonja avslöjade sedan vinnaren som blev Eva Boto med "Verjamem".
|   | Artist             | Framförd sång | Resultat |
| - | ------------------ | ------------- | -------- |
| 1 | Eva Boto           | "Verjamem"    | 1        |
| 2 | Eva & Nika Prusnik | "Konichiwa"   | 2        |

## Vid Eurovision
Slovenien deltog i den andra semifinalen den 24 maj. Där hade de startnummer 9. De lyckades dock inte ta sig vidare till finalen.